# الوصايا العشر

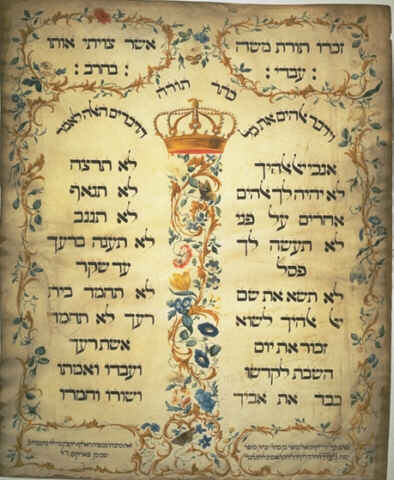
الوصايا العشر كتبها جيكوثيل صوفر تعود للعام 1768

الوصايا العشر، أرفع الآثار الموسوية وأبرزها في التراث اليهودي المسيحي، تلقفها موسى منقوشة على لوحي الشريعة في جبل حوريب؛ وتعتبر «وصايا العقل، أساسية في إلزامها بحيث لا يمكن أن يُعفى أحد من الالتزام بها»،  وفي العهد الجديد حين سُئل المسيح: «أي عمل صالح أعمل لأرث الحياة الأبدية؟»، أجاب «احفظ الوصايا»،  وقد اعتبرت «خلاصة القوانين الأساسية للتصرف لإنساني، فاليهود والمسيحيون يرجعون إليها لكي يتعلموا منها كيفية التصرف في الحياة الأخلاقية»،  وقال عنها البابا يوحنا بولس الثاني: «ليست الوصايا العشر فرائض ألزمنا بها إله طاغية عشوائيًا، إنها تؤمن اليوم وفي كل الأيام حياة العائلة الإنسانية ومستقبلها». كان لوحي الشريعة يحفظان داخل صندوق يدعى تابوت العهد موضوع داخل خيمة تدعى خيمة الاجتماع، نقلها بنو إسرائيل معهم حيثما حلّوا، ثم نقل التابوت إلى هيكل سليمان زمن الملكية في يهوذا إثر تشييده، ودمرّا بدمار الهيكل إبّان السبي البابلي، غير أن محتويات اللوحين حفظا في التوراة المكتوبة في والمحتويتان حاليًا في سفر الخروج، 20 وسفر التثنية، 5، كما تفشّوا على لسان الشعب.
في اللغة العبرية التراثية، تسمى الوصايا العشر (עֲשֶׂרֶת הַדִּבְּרוֹת) أي (عسيرت-هديباروت) وتعني الكلمات العشر أو الأمثال العشرة أو المسائل العشر.

## الوصايا العشر في التراث اليهودي المسيحي
الوصايا تجاه الله
- أنا الرّبُ إلهُكَ لا تَعْبُدْ غَيْري.
- لَا يَكُنْ لَكَ آلِهَةٌ أُخْرَى أَمَامِي.
- لَا تَصْنَعْ لَكَ تِمْثَالًا مَنْحُوتًا، وَلَا صُورَةً مَا مِمَّا فِي السَّمَاءِ مِنْ فَوْقُ، وَمَا فِي الأَرْضِ مِنْ تَحْتُ، وَمَا فِي الْمَاءِ مِنْ تَحْتِ الأَرْضِ. لَا تَسْجُدْ لَهُنَّ وَلَا تَعْبُدْهُنَّ.
- لاَ تَنْطِقْ بِاسْمِ الرَّبِّ إِلهِكَ بَاطِلًا، لأَنَّ الرَّبَّ لاَ يُبْرِئُ مَنْ نَطَقَ بِاسْمِهِ بَاطِلًا.
- اُذْكُرْ يَوْمَ السَّبْتِ لِتُقَدِّسَهُ.

الوصايا تجاه القريب
- أكْرِمْ أَبَاكَ وَأُمَّكَ لِكَيْ تَطُولَ أَيَّامُكَ عَلَى الأَرْضِ الَّتِي يُعْطِيكَ الرَّبُّ إِلهُكَ.

الوصايا تجاه المجتمع
- لَا تَقْتُلْ.
- لَا تَزْنِ.
- لَا تَسْرِقْ.
- لَا تَشْهَدْ عَلَى قَرِيبك شَهَادَةَ زُورٍ.
- لَا تَشْتَهِ بَيْتَ قَرِيبِكَ. لَا تَشْتَهِ امْرَأَةَ قَرِيبِكَ، وَلَا عَبْدَهُ، وَلَا أَمَتَهُ، وَلَا ثَوْرَهُ، وَلَا حِمَارَهُ، وَلَا شَيْئًا مِمَّا لِقَرِيبِكَ.

## الوصايا العشر في الإسلام
وفقًا للمعتقدات الإسلامية فقد وصّى الله عباده المؤمنين في القرآن بوصايا كثيرة، من أهمها الوصايا العشر التي تضمنتها ثلاث آيات من سورة الأنعام وذكرت أيضاً في آيات من سورة الإسراء.
﴿قُلْ تَعَالَوْا أَتْلُ مَا حَرَّمَ رَبُّكُمْ عَلَيْكُمْ أَلَّا تُشْرِكُوا بِهِ شَيْئًا وَبِالْوَالِدَيْنِ إِحْسَانًا وَلَا تَقْتُلُوا أَوْلَادَكُمْ مِنْ إِمْلَاقٍ نَحْنُ نَرْزُقُكُمْ وَإِيَّاهُمْ وَلَا تَقْرَبُوا الْفَوَاحِشَ مَا ظَهَرَ مِنْهَا وَمَا بَطَنَ وَلَا تَقْتُلُوا النَّفْسَ الَّتِي حَرَّمَ اللَّهُ إِلَّا بِالْحَقِّ ذَلِكُمْ وَصَّاكُمْ بِهِ لَعَلَّكُمْ تَعْقِلُونَ ۝١٥١ وَلَا تَقْرَبُوا مَالَ الْيَتِيمِ إِلَّا بِالَّتِي هِيَ أَحْسَنُ حَتَّى يَبْلُغَ أَشُدَّهُ وَأَوْفُوا الْكَيْلَ وَالْمِيزَانَ بِالْقِسْطِ لَا نُكَلِّفُ نَفْسًا إِلَّا وُسْعَهَا وَإِذَا قُلْتُمْ فَاعْدِلُوا وَلَوْ كَانَ ذَا قُرْبَى وَبِعَهْدِ اللَّهِ أَوْفُوا ذَلِكُمْ وَصَّاكُمْ بِهِ لَعَلَّكُمْ تَذَكَّرُونَ ۝١٥٢ وَأَنَّ هَذَا صِرَاطِي مُسْتَقِيمًا فَاتَّبِعُوهُ وَلَا تَتَّبِعُوا السُّبُلَ فَتَفَرَّقَ بِكُمْ عَنْ سَبِيلِهِ ذَلِكُمْ وَصَّاكُمْ بِهِ لَعَلَّكُمْ تَتَّقُونَ ۝١٥٣﴾ [الأنعام:151–153]
﴿لَا تَجْعَلْ مَعَ اللَّهِ إِلَهًا آخَرَ فَتَقْعُدَ مَذْمُومًا مَخْذُولًا ۝٢٢ وَقَضَى رَبُّكَ أَلَّا تَعْبُدُوا إِلَّا إِيَّاهُ وَبِالْوَالِدَيْنِ إِحْسَانًا إِمَّا يَبْلُغَنَّ عِنْدَكَ الْكِبَرَ أَحَدُهُمَا أَوْ كِلَاهُمَا فَلَا تَقُلْ لَهُمَا أُفٍّ وَلَا تَنْهَرْهُمَا وَقُلْ لَهُمَا قَوْلًا كَرِيمًا ۝٢٣ وَاخْفِضْ لَهُمَا جَنَاحَ الذُّلِّ مِنَ الرَّحْمَةِ وَقُلْ رَبِّ ارْحَمْهُمَا كَمَا رَبَّيَانِي صَغِيرًا ۝٢٤ رَبُّكُمْ أَعْلَمُ بِمَا فِي نُفُوسِكُمْ إِنْ تَكُونُوا صَالِحِينَ فَإِنَّهُ كَانَ لِلْأَوَّابِينَ غَفُورًا ۝٢٥ وَآتِ ذَا الْقُرْبَى حَقَّهُ وَالْمِسْكِينَ وَابْنَ السَّبِيلِ وَلَا تُبَذِّرْ تَبْذِيرًا ۝٢٦ إِنَّ الْمُبَذِّرِينَ كَانُوا إِخْوَانَ الشَّيَاطِينِ وَكَانَ الشَّيْطَانُ لِرَبِّهِ كَفُورًا ۝٢٧ وَإِمَّا تُعْرِضَنَّ عَنْهُمُ ابْتِغَاءَ رَحْمَةٍ مِنْ رَبِّكَ تَرْجُوهَا فَقُلْ لَهُمْ قَوْلًا مَيْسُورًا ۝٢٨ وَلَا تَجْعَلْ يَدَكَ مَغْلُولَةً إِلَى عُنُقِكَ وَلَا تَبْسُطْهَا كُلَّ الْبَسْطِ فَتَقْعُدَ مَلُومًا مَحْسُورًا ۝٢٩ إِنَّ رَبَّكَ يَبْسُطُ الرِّزْقَ لِمَنْ يَشَاءُ وَيَقْدِرُ إِنَّهُ كَانَ بِعِبَادِهِ خَبِيرًا بَصِيرًا ۝٣٠ وَلَا تَقْتُلُوا أَوْلَادَكُمْ خَشْيَةَ إِمْلَاقٍ نَحْنُ نَرْزُقُهُمْ وَإِيَّاكُمْ إِنَّ قَتْلَهُمْ كَانَ خِطْئًا كَبِيرًا ۝٣١ وَلَا تَقْرَبُوا الزِّنَى إِنَّهُ كَانَ فَاحِشَةً وَسَاءَ سَبِيلًا ۝٣٢﴾ [الإسراء:22–32]
﴿وَلَا تَقْتُلُوا النَّفْسَ الَّتِي حَرَّمَ اللَّهُ إِلَّا بِالْحَقِّ وَمَنْ قُتِلَ مَظْلُومًا فَقَدْ جَعَلْنَا لِوَلِيِّهِ سُلْطَانًا فَلَا يُسْرِفْ فِي الْقَتْلِ إِنَّهُ كَانَ مَنْصُورًا ۝٣٣ وَلَا تَقْرَبُوا مَالَ الْيَتِيمِ إِلَّا بِالَّتِي هِيَ أَحْسَنُ حَتَّى يَبْلُغَ أَشُدَّهُ وَأَوْفُوا بِالْعَهْدِ إِنَّ الْعَهْدَ كَانَ مَسْئُولًا ۝٣٤ وَأَوْفُوا الْكَيْلَ إِذَا كِلْتُمْ وَزِنُوا بِالْقِسْطَاسِ الْمُسْتَقِيمِ ذَلِكَ خَيْرٌ وَأَحْسَنُ تَأْوِيلًا ۝٣٥ وَلَا تَقْفُ مَا لَيْسَ لَكَ بِهِ عِلْمٌ إِنَّ السَّمْعَ وَالْبَصَرَ وَالْفُؤَادَ كُلُّ أُولَئِكَ كَانَ عَنْهُ مَسْئُولًا ۝٣٦ وَلَا تَمْشِ فِي الْأَرْضِ مَرَحًا إِنَّكَ لَنْ تَخْرِقَ الْأَرْضَ وَلَنْ تَبْلُغَ الْجِبَالَ طُولًا ۝٣٧ كُلُّ ذَلِكَ كَانَ سَيِّئُهُ عِنْدَ رَبِّكَ مَكْرُوهًا ۝٣٨ ذَلِكَ مِمَّا أَوْحَى إِلَيْكَ رَبُّكَ مِنَ الْحِكْمَةِ وَلَا تَجْعَلْ مَعَ اللَّهِ إِلَهًا آخَرَ فَتُلْقَى فِي جَهَنَّمَ مَلُومًا مَدْحُورًا ۝٣٩﴾ [الإسراء:33–39]
| الترتيب        | الوصية                                           | آية سورة الأنعام | آية سورة الإسراء | المقابل في التراث اليهودي المسيحي                                                                             |
| -------------- | ------------------------------------------------ | ---------------- | ---------------- | --- |
| الوصية الأولى  | توحيد الله وعدم الإشراك به                       | ﴿151﴾            | (22)             | لاَ يَكُنْ لَكَ آلِهَةٌ أُخْرَى أَمَامِي                                                                                     |
| الوصية الثانية | الإحسان للوالدين والبر بهما                      | ﴿151﴾            | (23-24)          | أكْرِمْ أَبَاكَ وَأُمَّكَ                                                                                                |
| الوصية الثالثة | عدم قتل الأولاد خشية الإملاق                     | ﴿151﴾            | (26-31)          | لا تقتل |
| الوصية الرابعة | اجتناب الفواحش ما ظهر منها وما بطن والبُعد منها   | ﴿151﴾            | (32)             | لا تزن، لاَ تَشْتَهِ بَيْتَ قَرِيبِكَ، لاَ تَشْتَهِ امْرَأَةَ قَرِيبِكَ، وَلاَ عَبْدَهُ، وَلاَ أَمَتَهُ، وَلاَ ثَوْرَهُ، وَلاَ حِمَارَهُ، وَلاَ شَيْئًا مِمَّا لِقَرِيبِكَ  |
| الوصية الخامسة | عدم قتل النفس التي حرم الله إلا بالحق            | ﴿151﴾            | (33)             | لا تقتل |
| الوصية السادسة | الحفاظ على مال اليتيم وعدم القرب منه إلا للمصلحة | ﴿152﴾            | (34)             | لا تسرق، لاَ تَشْتَهِ بَيْتَ قَرِيبِكَ. لاَ تَشْتَهِ امْرَأَةَ قَرِيبِكَ، وَلاَ عَبْدَهُ، وَلاَ أَمَتَهُ، وَلاَ ثَوْرَهُ، وَلاَ حِمَارَهُ، وَلاَ شَيْئًا مِمَّا لِقَرِيبِكَ |
| الوصية السابعة | الإيفاء بالكيل والميزان بالقسط                   | ﴿152﴾            | (35)             | غير موجودة ويوجد بدلاً منها اُذْكُرْ يَوْمَ السَّبْتِ لِتُقَدِّسَهُ                                                              |
| الوصية الثامنة | العدل وقول الحق                                  | ﴿152﴾            | (36)             | لا تشهد شهادة زور                                                                                             |
| الوصية التاسعة | الوفاء بالعهد                                    | ﴿152﴾            | (34)             | لا تحلف باسم الهك باطلا                                                                                       |
| الوصية العاشرة | اتّباع صراط الله المستقيم وعدم اتباع سُبل أخرى     | ﴿153﴾            | (37-39)          | لاَ تَصْنَعْ لَكَ تِمْثَالًا مَنْحُوتًا، وَلاَ صُورَةً مَا...لاَ تَسْجُدْ لَهُنَّ وَلاَ تَعْبُدْهُنَّ                                                |